# Lóris-pigmeu-lento
O lóris-pigmeu-lento (Xanthonycticebus pygmaeus) é uma espécie de lóris lento encontrada a leste do Rio Mecom no Vietnã, Laos, leste do Camboja e China. Ocorre em uma variedade de habitats florestais, incluindo florestas tropicais secas, florestas semiperenes e perenes. Foi originalmente classificado como Nycticebus até ser transferido para o gênero Xanthonycticebus em 2022. Duas espécies são reconhecidas, o lóris-pigmeu-do-norte X. intermedius, do norte do Vietnã, Laos e China, e o lóris-pigmeu-do-sul X. pygmaeus, do sul do Vietnã, Laos e Camboja. O animal é noturno e arborícola, rastejando ao longo dos galhos com movimentos lentos em busca de presas. Ao contrário de outros primatas, ele não salta. Vive em pequenos grupos, geralmente com um ou dois filhotes. Um adulto pode atingir cerca de 19 a 23 cm de comprimento e tem uma cauda muito curta. Ele pesa cerca de 450 g. Sua dieta consiste em frutas, insetos, seiva de árvore e néctar floral. O animal tem uma mordida tóxica, que é obtida ao lamber uma secreção tóxica das glândulas na parte interna dos cotovelos. Os dentes em sua mandíbula inferior formam uma estrutura semelhante a um pente, chamada de pente dental, que é usada para raspar a resina da casca da árvore.
O lóris-pigmeu-lento acasala uma vez a cada 12-18 meses e tem um ou dois filhotes após um período médio de gestação de seis meses. Nos primeiros dias, o jovem lóris se agarra à barriga de sua mãe. O filhote será amamentado por uma média de 4,5 meses, mas o desmame pode levar até 8 meses. A fêmea atinge a maturidade sexual por volta dos 9 meses, enquanto o macho atinge a maturidade por volta dos 18 a 20 meses. O lóris-pigmeu-lento é sazonalmente fértil durante os meses de julho e outubro. Os sinais químicos desempenham um papel importante no comportamento reprodutivo das fêmeas do lóris-pigmeu-lento. As marcas de cheiro de urina têm um forte odor característico e são usadas para comunicar informações sobre relações sociais.
O habitat do lóris-pigmeu-lento no Vietnã foi bastante reduzido devido à extensa queima, limpeza e desfolhamento das florestas durante a Guerra do Vietnã. Atualmente, a busca extensiva para medicamentos tradicionais está exercendo forte pressão sobre as populações cambojanas. O lóris-pigmeu-lento está seriamente ameaçado pela caça, comércio e destruição do habitat; consequentemente, está listado no Apêndice I da Convenção sobre o Comércio Internacional das Espécies Silvestres Ameaçadas de Extinção (CITES) e, em 2020, a União Internacional para a Conservação da Natureza (IUCN) o classificou como em perigo de extinção.

## História, taxonomia e filogenia

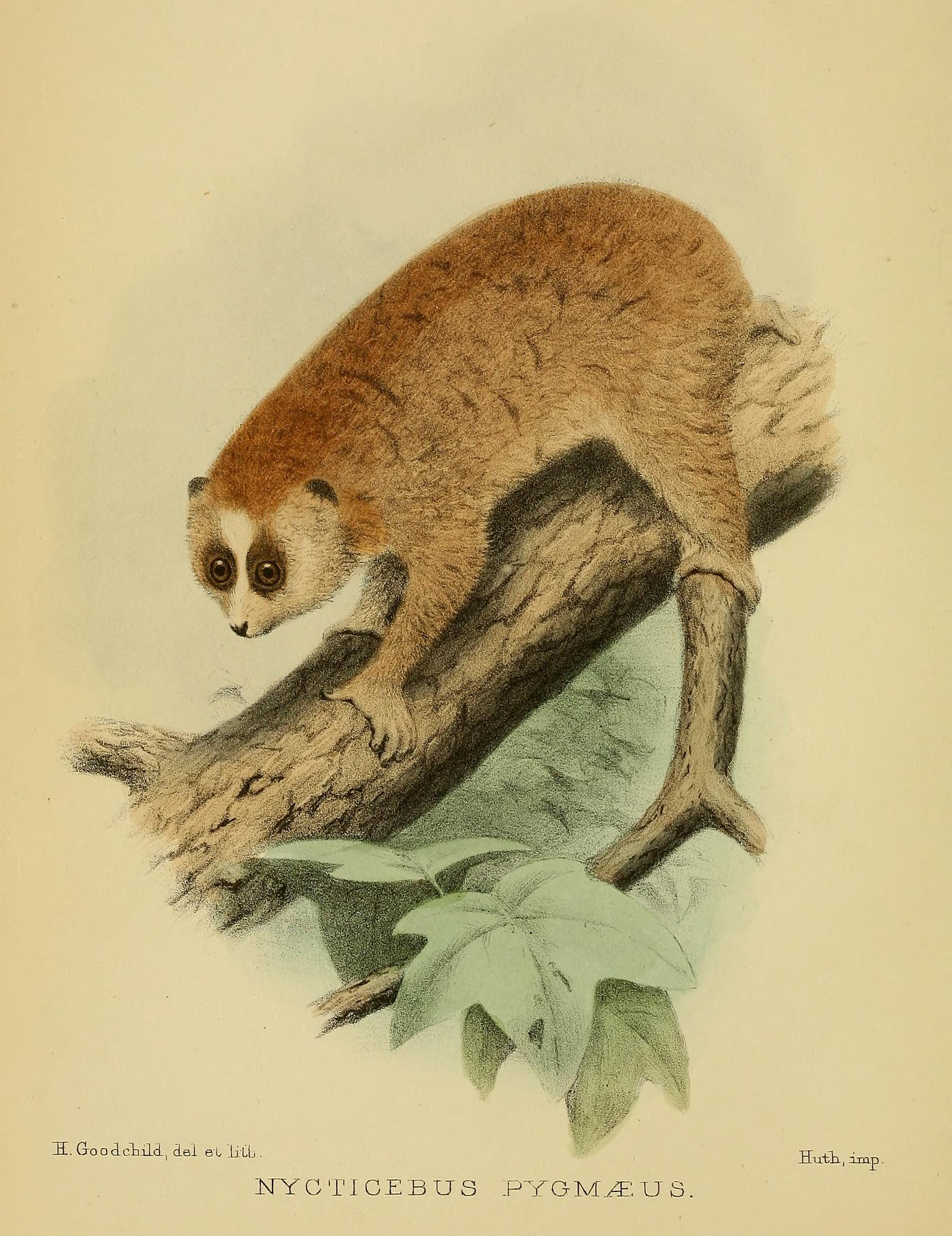
O lóris-pigmeu-lento, conforme ilustrado na descrição da espécie feita por Bonhote em 1907

O lóris-pigmeu-lento foi descrito cientificamente pela primeira vez por J. Lewis Bonhote [en] em 1907. A descrição foi baseada em um espécime macho enviado a ele por J. Vassal, um médico francês que havia coletado o espécime em Nha Trang, Vietnã (então chamado Aname, um protetorado francês) em 1905. Em 1939, Reginald Innes Pocock combinou todos os lóris-lentos em uma única espécie, Nycticebus coucang.
Em uma publicação influente de 1953, o primatologista William Charles Osman Hill também consolidou todos os lóris-lentos em uma única espécie, Nycticebus coucang, e considerou outras formas distintas em nível de subespécie. Assim, Osman Hill listou Nycticebus coucang pygmaeus, embora reconhecesse que “pode ser considerado necessário atribuir a essa forma uma classificação específica”. Em 1960, Dao Van Tien relatou uma espécie da província de Hòa Bình, no Vietnã, que ele chamou de N. intermedius, mas descobriu-se que seus espécimes eram apenas adultos do lóris-pigmeu-lento, que havia sido originalmente descrito com base em um filhote. Depois de estudar os lóris-lentos da Indochina, o primatologista Colin Groves propôs que o lóris-pigmeu-lento era morfologicamente único o suficiente para ser considerado uma espécie distinta. A validade dessa opinião foi posteriormente corroborada por estudos de estrutura cromossômica, distância genética determinada pela variação de proteínas em loci polimórficos, e análise de enzimas de restrição do DNA mitocondrial. Nekaris e Nijman combinaram dados morfológicos, comportamentais, cariotípicos e genéticos e sugeriram que os lóris-pigmeus são melhor colocados em seu próprio gênero, Xanthonycticebus.
As relações filogenéticas dentro do gênero Nycticebus foram estudadas com técnicas moleculares modernas, usando sequências de DNA derivadas dos marcadores de DNA mitocondrial D-loop e citocromo b de 22 indivíduos de lóris-lentos. Nessa análise, a maioria das linhagens reconhecidas de Nycticebus, incluindo o lóris-pigmeu-lento, mostrou-se geneticamente distinta, e a espécie mostrou ter divergido mais cedo do que as outras espécies de lóris-lentos, começando talvez há 2,7 milhões de anos. A análise da diversidade da sequência de nucleotídeos de indivíduos retirados das áreas limítrofes entre o sul da China e o Vietnã (uma região de especiação simpátrica entre o lóris-pigmeu-lento e o lóris-lento-de-Bengala [en]) mostra que o lóris-pigmeu-lento não está sujeito à mesma hibridização introgressiva que o lóris-lento-de-Bengala (N. bengalensis). Os autores do estudo sugerem que o baixo polimorfismo dos lóris-pigmeus-lentos pode ser devido a um efeito fundador e que os indivíduos usados no estudo são originários de um ancestral que viveu no meio ou no sul do Vietnã entre 1860 e 7350 anos atrás.

## Anatomia e fisiologia

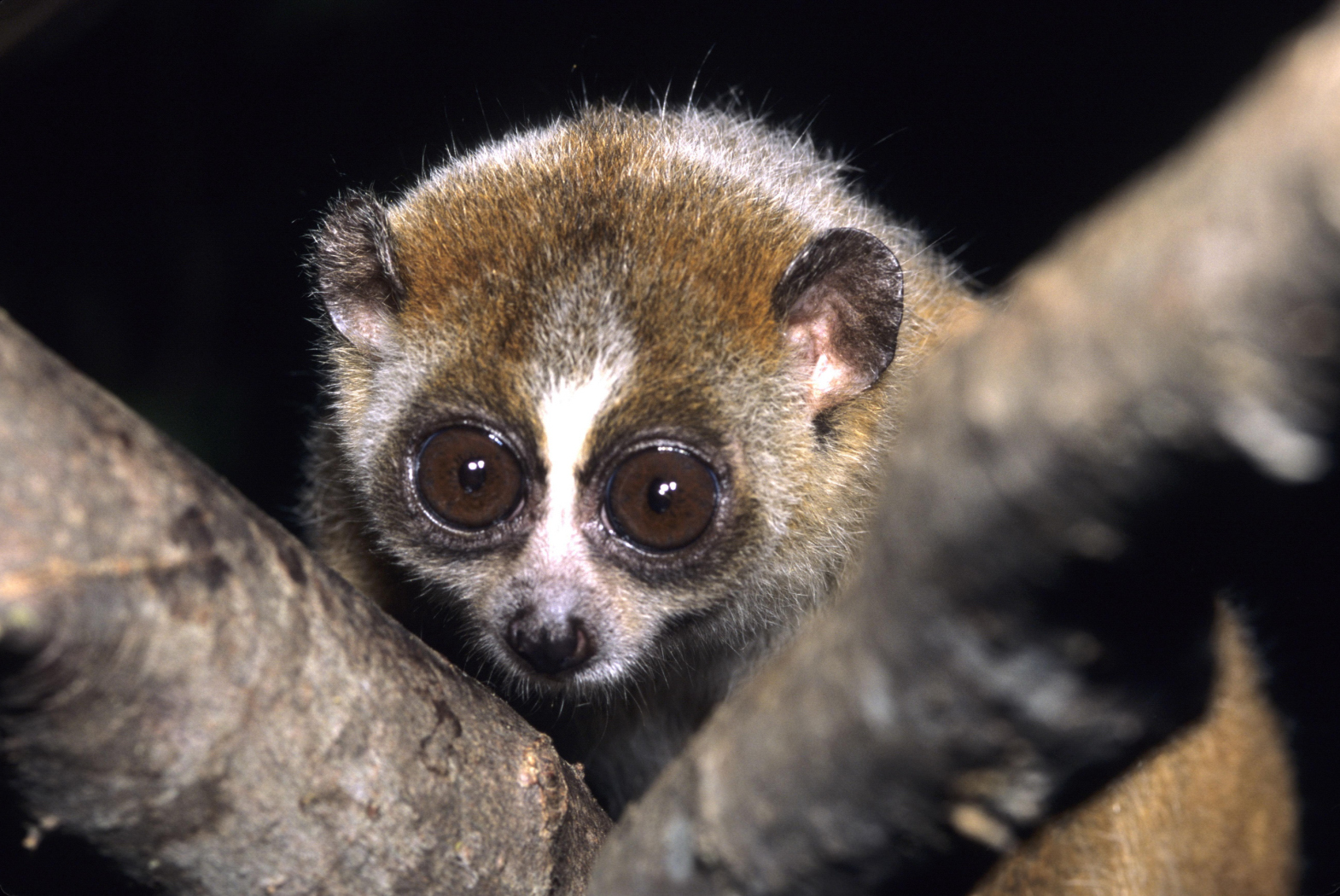
As características faciais típicas incluem anéis marrons circundando os olhos grandes, uma faixa branca do nariz até a testa e pelos cinza-prateados nas laterais da cabeça

O lóris-pigmeu-lento tem comprimento de cabeça e corpo (medido do topo da cabeça até a base da cauda) de 195 a 230 mm; não há diferença significativa de tamanho entre os sexos. O comprimento do crânio é inferior a 55 mm. A cauda é curta, com uma média de 1,8 cm de comprimento. O peso corporal varia entre 360 e 580 gramas, com uma massa média de 420 gramas para os machos e 428 gramas para as fêmeas. No entanto, há grandes variações sazonais no peso corporal, e foram registrados indivíduos com até 700 gramas. O animal tende a ter pesos corporais significativamente mais altos durante os meses de inverno, cerca de 50% mais altos do que os valores mais baixos no verão. Os ganhos de peso, obtidos em grande parte pelo aumento da ingestão de alimentos, são desencadeados por mudanças na duração do dia e da noite. Essa mudança sazonal no peso corporal ocorre em ambos os sexos, em fêmeas grávidas e não grávidas - uma adaptação que se acredita ajudar a garantir a sobrevivência durante o inverno, quando os recursos alimentares se tornam escassos. A espécie tem uma morfologia dentária distinta: seu terceiro molar tem contorno triangular e é apenas um pouco menor que o primeiro molar; seu segundo molar é o maior. Os incisivos e caninos em sua mandíbula inferior são procumbentes (inclinados para a frente) e juntos formam um pente dental que é usado na limpeza e na alimentação.

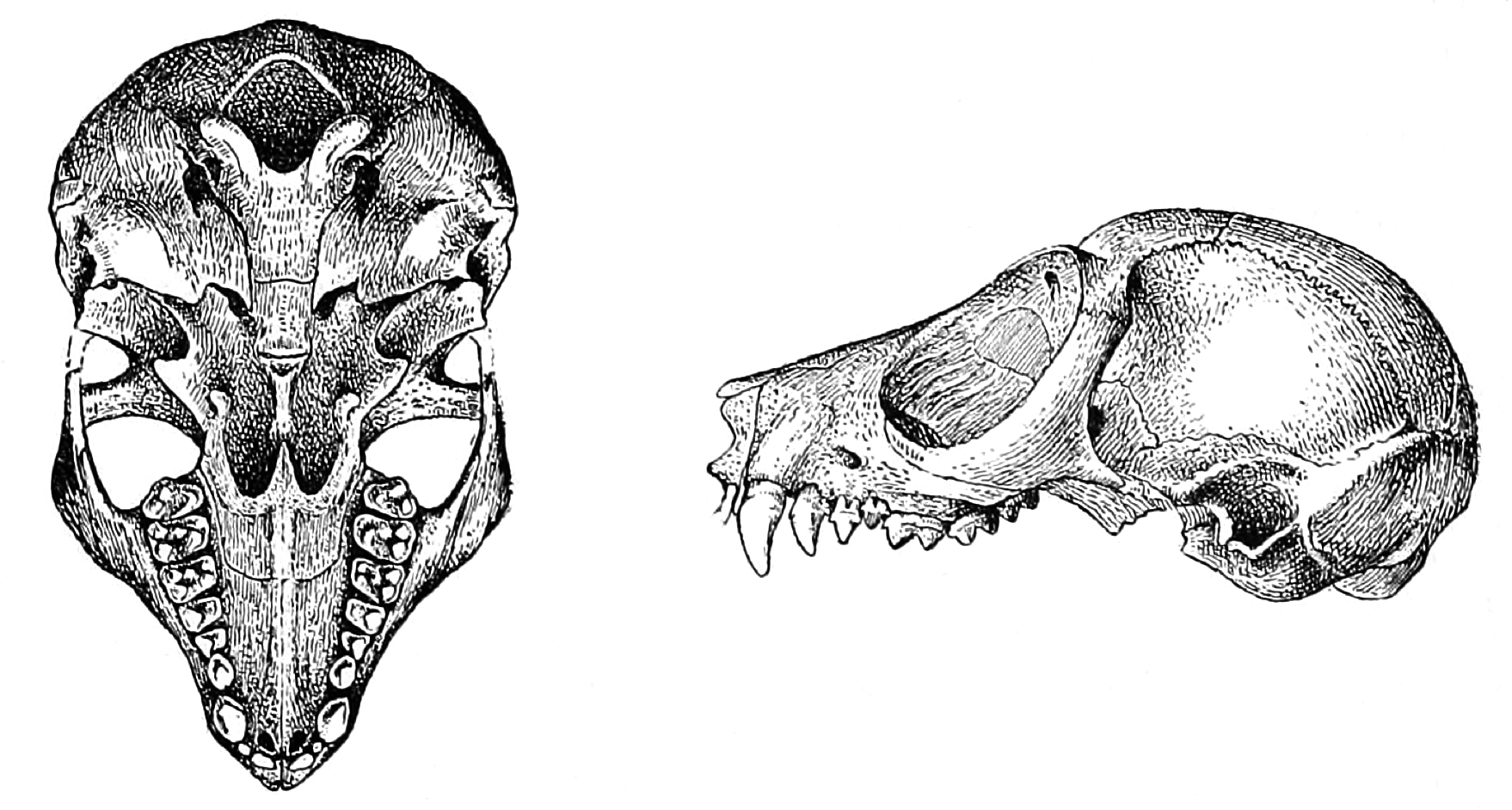
Vistas palatina (esquerda) e lateral (direita) do crânio de um lóris-pigmeu-lento

Como outros primatas da subordem Strepsirrhini, o lóris-pigmeu-lento tem um tapetum lucidum nos olhos para ajudar na visão noturna. Nos adultos, os anéis que circundam os olhos são marrom-selvagem; eles são mais escuros nos indivíduos jovens. Há uma faixa branca que se estende do nariz até a testa, e as laterais da cabeça e o lábio superior são cinza-prateados, enquanto o restante da face e o topo da cabeça são ruivos. Ele tem orelhas pretas pequenas, geralmente com cerca de 23 mm de comprimento, que não têm pelos nas pontas. No lado dorsal do animal, uma faixa ruiva a marrom-escura vai da nuca até o meio da parte inferior das costas. As partes superiores, incluindo os ombros e a parte superior do dorso, são castanho-avermelhadas a marrom-avermelhadas e, às vezes, são “foscas” com pelos brancos cinza-prateados. A presença ou ausência de uma faixa dorsal e pontas de pelos prateados parece ser uma variação sazonal e levou alguns a postular a existência de uma espécie adicional, N. intermedius, embora a análise de DNA tenha confirmado que se trata de uma versão adulta do lóris-pigmeu-lento. Os lados superiores dos braços são ocráceos e têm pelos prateados misturados com os mais escuros. As pernas lustrosas também têm pêlos brancos prateados nas pontas. As partes inferiores são cor de chumbo na base, com porções apicais ocráceas. As mãos e os pés são branco-prateados, com unhas branco-amareladas. O comprimento dos pés é relativamente consistente, com média de 45 mm.
O lóris-pigmeu-lento tem um número de cromossomos diploides de 2n=50. Embora os padrões de bandas nos cromossomos de todos os lóris-lentos sejam semelhantes, essa espécie pode ser distinguida do lóris-lento-de-Bengala (N. bengalensis) por diferenças distintas no número e na localização das regiões organizadoras de nucléolo.

## Comportamento
O lóris-pigmeu-lento é noturno, embora seja menos ativo em noites frias e enluaradas e geralmente seja ativo em noites escuras, independentemente da temperatura. Na natureza, normalmente é encontrado sozinho ou em pequenos grupos de dois a quatro indivíduos. Os machos usam a marcação de cheiro para defender territórios e marcar seus limites. As fêmeas preferem acasalar com machos cujo odor lhes seja familiar. Os machos também fazem a contramarcação - marcam sobre ou adjacente à marca de outro indivíduo depositada anteriormente - para anunciar sua capacidade competitiva para as fêmeas. As fêmeas preferem ativamente os machos que fazem a contramarcação aos machos cujos odores foram marcados.
O lóris-pigmeu-lento produz uma secreção apócrina nas glândulas odoríferas próximas ao cotovelo (glândulas braquiais). Esse líquido claro, quando misturado com sua saliva, cria uma toxina volátil e nociva. Quando assustado, o lóris-lento lambe suas glândulas braquiais e aplica a secreção em suas cabeças. A secreção oleosa contém uma mistura complexa de componentes voláteis e semivoláteis; uma análise química indicou a presença de mais de 200 componentes. Um dos componentes é membro da família de proteínas secretoglobina [en], e semelhante a uma proteína alergênica encontrada no pelo de gatos. A semelhança entre as secreções da glândula braquial e os alérgenos de gatos domésticos pode ser responsável pela anafilaxia em indivíduos suscetíveis.
As vocalizações do lóris-pigmeu-lento incluem um assobio curto, chamadas de contato entre mãe e bebê, e um som de assobio produzido durante o cio.

### Reprodução
A fêmea é levemente agressiva com seus pretendentes durante o cio e, com frequência, ataca os machos, geralmente após um longo período de aproximação e acompanhamento. As vocalizações durante o acasalamento incluem um som de assobio, mais comum na fêmea, geralmente entre junho e agosto, coincidindo com o cio da fêmea. Outras vocalizações registradas durante o cio incluem chilrear e rosnar. Os níveis de testosterona dos machos são sazonais, com picos que coincidem com os picos de estrogênio das fêmeas.
O lóris-pigmeu-lento pode conceber aos 18 meses e dar à luz seu primeiro filhote aos dois anos de idade. Os livros de registros genealógicos mostram que o macho mais jovem a gerar filhotes tinha cerca de 18 meses de idade e a fêmea mais jovem concebeu aos 16 meses. A duração da gestação é de 184 a 200 dias e o período de lactação dura de 123 a 146 dias. Os filhotes são desmamados com cerca de 24 semanas de idade. O lóris-pigmeu-lento é monoestro, passando por um único período de quatro a cinco dias de atividade reprodutiva entre o final de julho e o início de outubro em cativeiro, com nascimentos ocorrendo do início de fevereiro a meados de março. Como resultado, as oportunidades de acasalamento são raras e as fêmeas dependem muito do cheiro para avaliar a qualidade do parceiro. As fêmeas demonstram uma forte preferência por machos com cheiro familiar em vez de machos com cheiro de novidade. Pesquisas sobre o processo de seleção sexual em primatas sugerem que a presença exclusiva do cheiro de um macho na área é uma pista confiável de que ele é capaz de defender a área e/ou impedir a marcação de machos rivais. Os lóris-pigmeus-lentos geralmente têm uma ou duas ninhadas; estudos separados relataram frequências de gêmeos de 50% ou 100% dos nascimentos. Dados coletados de um programa de reprodução em cativeiro [en] de sete anos indicam que eles têm uma razão sexual de nascimento distorcida de 1 fêmea para 1,68 macho. Como precisam dividir o tempo igualmente entre a prole, as mães de gêmeos passam menos tempo se envolvendo em catação e brincando com seus filhotes, o que pode levar a uma taxa de sobrevivência infantil mais baixa. As mães “estacionam” seus filhotes com uma semana de idade enquanto procuram alimentos, e os filhotes começam a seguir suas mães com cerca de duas semanas. A expectativa de vida do lóris-pigmeu-lento é de cerca de 20 anos.

### Dieta

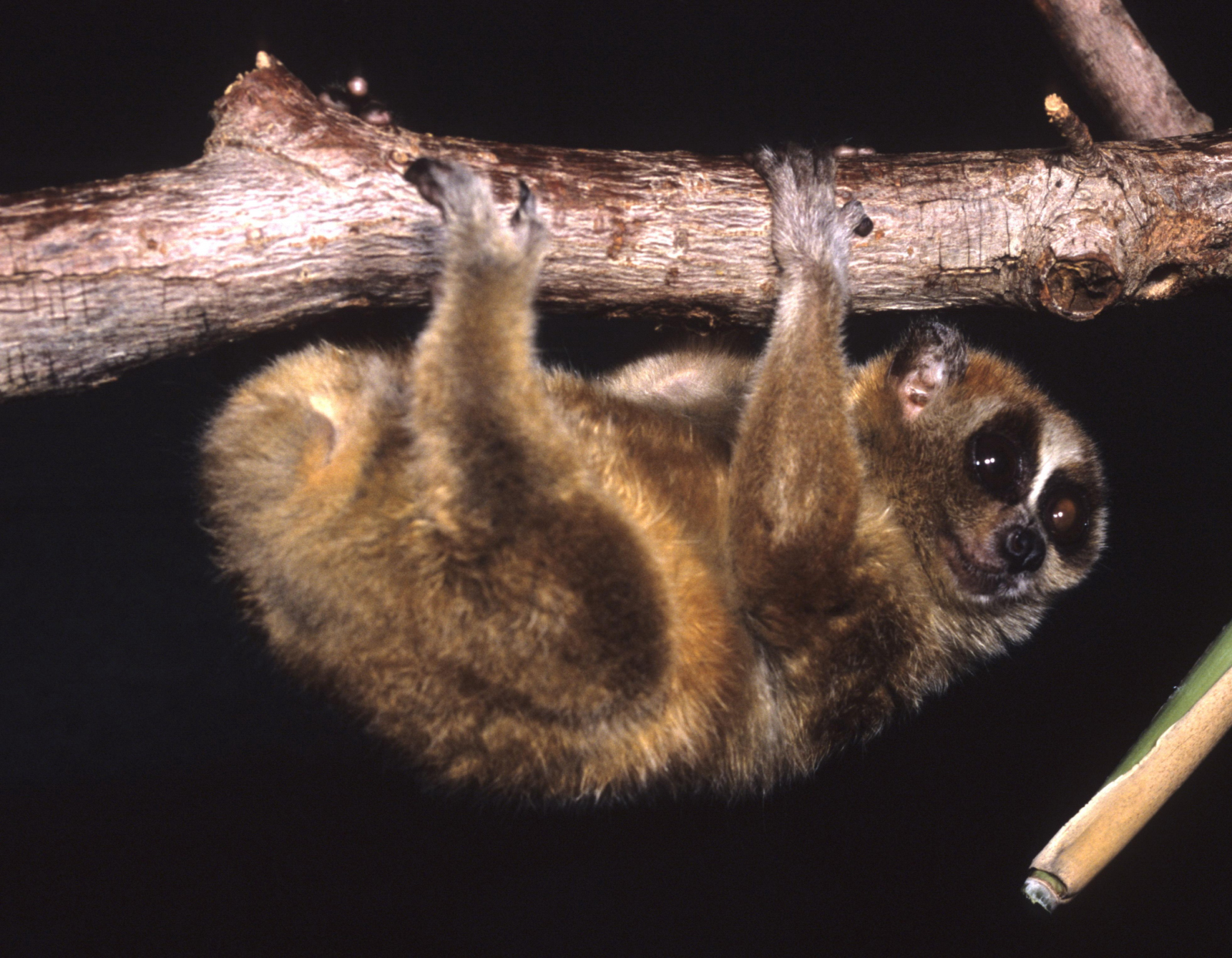
As presas de insetos podem ser capturadas penduradas de cabeça para baixo em um galho

O lóris-pigmeu-lento é onívoro, alimentando-se de cupins, formigas, outros insetos e frutas. Os insetos são capturados com uma ou ambas as mãos enquanto estão em pé ou pendurados de cabeça para baixo em um galho. Normalmente, as presas de insetos são consumidas em alturas inferiores a 10 m. Um estudo vietnamita concluiu que a dieta do lóris-pigmeu-lento consiste principalmente em exsudatos de árvores (goma natural) (63%) e presas animais (33%), com outros tipos de alimentos compondo o restante. Um estudo sobre indivíduos recentemente reintroduzidos encontrou resultados semelhantes - 40% de insetos, 30% de goma natural e 30% de outros exsudatos. O lóris-pigmeu-lento arranca árvores para se alimentar dos exsudatos liberados. Embora a goma das árvores não seja tão rica em nutrientes quanto sua dieta preferida, ela está disponível o ano todo. O lóris-pigmeu-lento é um animal que se alimenta de gomas naturais, uma característica que o ajuda a superar as dificuldades de encontrar alimento em épocas de escassez. Incapaz de saltar de árvore em árvore, o lóris-pigmeu-lento tem uma área restrita de onde pode obter fontes de alimento. As preferências alimentares generalistas permitem que eles superem condições ambientais difíceis; a goma natural permite que eles vivam em um nível de energia baixo com um metabolismo reduzido. As árvores das quais os exsudatos são consumidos são das seguintes famílias: Sapindaceae (Sapindus), Euphorbiaceae (Vernicia), Fabaceae (Saraca), Anacardiaceae (Spondias) e Burseraceae. A alimentação com goma natural ocorre em um período de tempo que varia de um a vinte minutos e envolve lambidas intensas, às vezes acompanhadas de sons audíveis de arranhões e quebra de cascas. A alimentação de exsudatos geralmente ocorre em alturas superiores a 8 m. A variação de cor sazonal que ocorre na faixa dorsal dos indivíduos vietnamitas pode estar relacionada à necessidade de se alimentar de exsudatos.
A dieta do lóris-pigmeu-lento é sazonal. No norte do Vietnã, por exemplo, o inverno é caracterizado por baixas precipitações e temperaturas de até 5 °C no norte de sua área de distribuição, quando há pouco crescimento de vegetação nas florestas, poucos insetos e recursos alimentares limitados. O lóris-pigmeu-lento também consome insetos que foram expostos por suas atividades de arrancar bambu. Ele usa seu pente dental para limpar uma área de líquens e fungos antes de arrancá-la. Os animais conservam energia nos meses mais frios do inverno reduzindo os movimentos, muitas vezes até o ponto de inatividade total.

## Habitat e distribuição
O lóris-pigmeu-lento é noturno e arborícola, e é mais comumente encontrado em florestas semi-perenes, florestas secundárias, e florestas decíduas temperadas. Está distribuído a leste do Rio Mecom, no Vietnã, no leste do Camboja, no Laos e na província de Iunã, no sul da China. Na China, foi registrado apenas nos condados de Pingbian [en], Hekou Yao [en], Jinping [en] e Lüchun [en], em Iunã. No Vietnã, o lóris-pigmeu-lento estava espalhado por todo o país, mas a preocupação está aumentando com os esforços de conservação e reabilitação no Parque Nacional de Cat Tien. No Laos, as populações foram registradas em Phou Khaokhoay, Nam Kading, Nam Theun [en], Nakai-Nam Theun [en], Khammouane Limestone, Dakchung Plateau e Bolaven Northeast. Sua taxa de encontro, determinada a partir de dois estudos de campo do Laos e do Vietnã combinados, foi de 0,05-0,08 lóris/km. No Camboja, esse valor variou de 0 na Santuário de Vida Selvagem de Sre Pok [en] a 0,10 no Santuário de Vida Selvagem de Phnom Prich [en].

## Conservação
O número de lóris-pigmeu-lento diminuiu devido à extensa destruição do habitat em toda a sua área de distribuição, incluindo o nordeste do Camboja, a província de Iunã, na China, e o Vietnã. Na província de Iunã, quase todas as florestas perenes primárias desapareceram e as florestas secundárias foram altamente degradadas; em 2005, a cobertura florestal foi reduzida em 42% desde meados da década de 1990. O uso de desfolhantes, como o Agente Laranja, durante a Guerra do Vietnã e o desmatamento contínuo de florestas no Vietnã resultaram em uma perda considerável de habitat. Em 2003, a cobertura florestal havia sido reduzida a 30% de sua área original, sendo que apenas 10% da floresta remanescente consistia em florestas de dossel fechado, preferidas pelo lóris-pigmeu-lento.

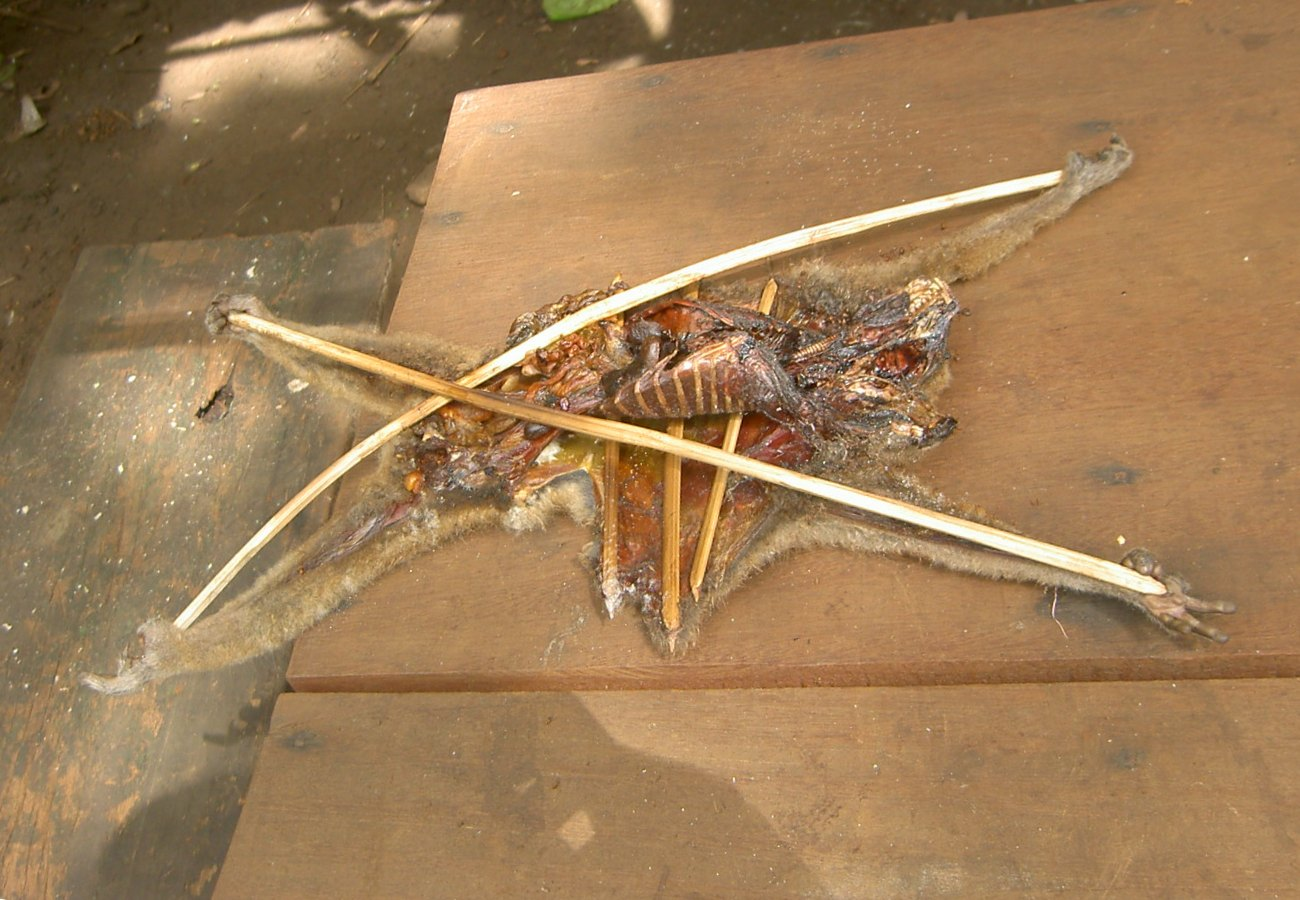
O lóris-pigmeu-lento é capturado para uso na medicina tradicional em toda a sua área de distribuição

Devido a uma combinação de situações políticas instáveis em sua área de distribuição e seu estilo de vida noturno e arbóreo, os dados populacionais do lóris-pigmeu-lento são escassos. A população na China foi estimada em menos de 500 indivíduos. Na década de 1980, uma estimativa colocou a população em cerca de 72.000 indivíduos, enquanto outra estimativa do mesmo período colocou o número em torno de 600-700 indivíduos. Essa enorme discrepância ressalta a dificuldade de calcular o tamanho da população sem estudos de campo detalhados. No Laos, o relatório de status da vida selvagem de 1999 descreve a espécie como “pouco conhecida” e “comum”, com base na disponibilidade de habitat potencial. Em 2020, a IUCN classificou o lóris-pigmeu-lento como ameaçado de extinção, assim como o Livro Vermelho de Dados do Vietnã no mesmo ano. A União Europeia (UE) (2005) descreve o status da população no Laos como “aparentemente difundida, mas não comum em lugar algum”.
Além da destruição do habitat, o lóris-pigmeu-lento está seriamente ameaçado pela caça e pelo comércio. Em sua área geográfica e nos países vizinhos, o comércio do lóris-pigmeu-lento aumentou recentemente devido às mudanças econômicas e ao crescimento da população humana, e espera-se que a tendência continue. A diminuição dos avistamentos no campo e nos mercados de animais indica que as populações selvagens estão se esgotando, pois a baixa taxa de reprodução do lóris-pigmeu-lento não consegue acompanhar o ritmo dessas capturas em grande escala. Assim, conservacionistas e biólogos de campo temem extinções locais em um futuro próximo. Entre 1998 e 2006, 70% dos lóris-pigmeus-lentos apreendidos pelas autoridades morreram antes de chegar a um zoológico, resultando em demanda de reposição e capturas adicionais na natureza.
Em toda a região da Indochina, as populações do lóris-pigmeu-lento diminuíram drasticamente em decorrência de atividades militares, pulverização de desfolhantes, extração de madeira e descargas em massa, especialmente no Vietnã. Ele foi extirpado na parte norte desse país devido à crença de que é uma praga das plantações. A demanda dos mercados de animais de estimação e de medicamentos está agravando ainda mais a situação, o que se reflete em sua abundância em muitos mercados locais. Essa demanda aumentou recentemente devido ao crescimento da população humana e à melhoria das condições econômicas na região. De acordo com a CITES, essa atividade é considerada insustentável.
A população no sul da China foi reduzida a algumas centenas de indivíduos e, segundo outro relatório, pode estar localmente extinta. O número cada vez menor de lóris-pigmeus-lentos à venda corrobora os relatos de rápido declínio das populações vietnamitas. Em 2007, os avistamentos em campo estavam se tornando escassos e havia relatos de que o animal havia desaparecido de grande parte de sua área de distribuição, principalmente em áreas com intensa exploração madeireira e agricultura. No Camboja, o declínio generalizado foi associado ao aumento da pressão de caça em 2001 e 2002. Em uma pesquisa de campo, três áreas com altas taxas de encontro no início de 2008 foram pesquisadas novamente no final de 2008 e em 2009, mas nenhum indivíduo foi encontrado. Acredita-se que essa mudança se deveu às altas pressões de caça e ao desenvolvimento de minas de ouro.
Tanto o lóris-lento-de-Bengala quanto o lóris-pigmeu-lento são encontrados em mais de 20 áreas protegidas, embora suas populações sejam baixas ou insuficientemente registradas. O lóris-pigmeu-lento é protegido na maioria dos estados de sua área de distribuição: Camboja, China e Vietnã. Isso faz com que a caça e a captura sejam ilegais e, na China e no Vietnã, a posse e o armazenamento também são ilegais. De acordo com a lei vietnamita, que tem o mais alto nível de proteção da vida selvagem desde 1992, toda exploração e uso do lóris-pigmeu-lento é ilegal. No entanto, a fiscalização é fraca e as penalidades menores têm pouco efeito dissuasivo. Em termos de proteção internacional, a espécie foi elevada ao Apêndice I da CITES em 2007. Além disso, desde outubro de 2001, a União Europeia proíbe a importação de todos os espécimes selvagens de lóris-pigmeu-lento do Laos e do Camboja por motivos de conservação.
A espécie foi registrada em pelo menos 6 parques nacionais e 12 reservas naturais. Na China, as reservas de Daweishan, Fenshuiling e Huanglianshan mantinham aproximadamente 80% da população da espécie no país em 2007. Entretanto, a espécie ainda é vulnerável à caça, mesmo em áreas protegidas. No Laos, a espécie foi registrada em sete Áreas Nacionais de Conservação da Biodiversidade.
No Vietnã, os lóris-pigmeus confiscados geralmente são levados para o Centro de Resgate de Primatas Ameaçados no  Parque Nacional Cúc Phương, para serem reintroduzidos na natureza. Os não especialistas podem achar difícil distinguir entre o lóris-pigmeu-lento e o lóris-lento-de-Sonda, pois ambos têm pelagem avermelhada semelhante, que varia em cores. Em remessas internacionais, os lóris-pigmeus podem até ser confundidos com pottos ou lêmures.

### Comércio

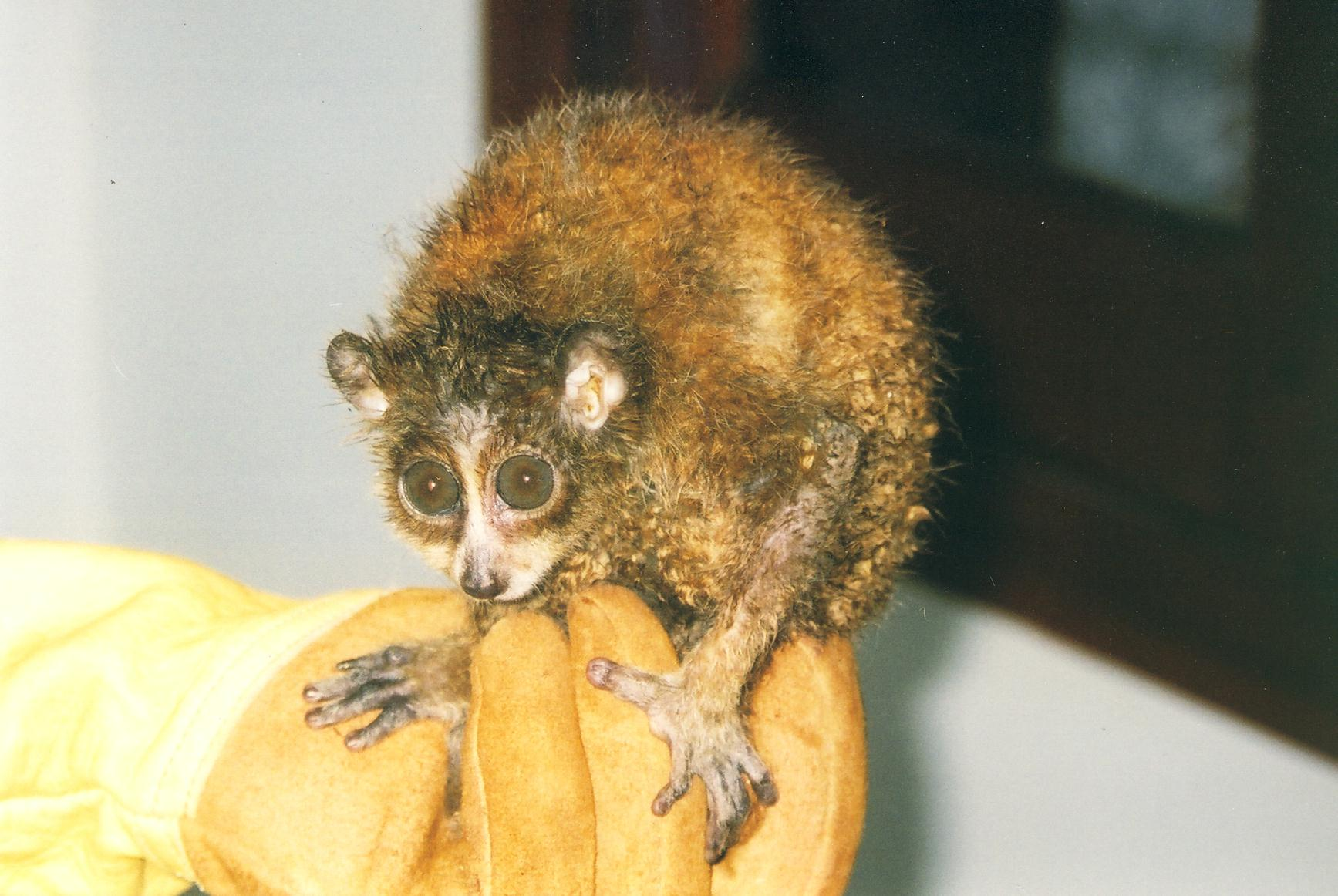
Os lóris-pigmeus-lentos obtidos em mercados de animais sofrem de estresse, negligência, desnutrição e infecção. Como consequência, eles raramente vivem muito tempo

O lóris-pigmeu-lento é comercializado principalmente por suas supostas propriedades medicinais, para o tráfico de animais de estimação ou, em menor escala, como alimento para o consumo local. De acordo com um relatório de 2003, os animais eram vendidos por 30.000-50.000 đồng vietnamitas (US$1,50-2,50 ou €1,10-1,80). Outros relatórios descobriram que eles custam US$2-10. No Camboja, a espécie é usada na medicina tradicional Khmer. Pesquisas realizadas em mercados cambojanos mostraram que a espécie era o terceiro mamífero mais comum à venda, oferecido a preços que variavam de US$ 0,85 a US$ 6,25 (€ 0,65 a € 4,70). No Vietnã, o lóris-pigmeu-lento é usado como alimento, medicamento e, muitas vezes, como animal de estimação e está entre as espécies vendidas com mais frequência. Antigamente, centenas de lóris-pigmeus eram comercializados mensalmente nos principais mercados, mas recentemente os números parecem ter diminuído, devido à escassez de suprimentos. No sul do Vietnã, os lóris estão entre os pratos mais populares de animais selvagens em restaurantes de carne de animais selvagens.
Os países exportadores registraram um total de 111 lóris-pigmeus-lentos comercializados internacionalmente entre 1977 e 2004, enquanto os países importadores registraram 131 animais. No Laos, um grande número de lóris nativos é exportado para o Vietnã. No Japão, lojas de animais ocasionalmente oferecem lóris-pigmeus-lentos por US$ 2.000-3.800 (€ 1.500-2.800).
Há também partes e derivados de lóris-pigmeus no comércio, como a pele e o pelo. Todas as partes do animal são usadas na medicina tradicional Khmer. No Vietnã, medicamentos como a "cola de osso de macaco" são produzidos principalmente pela população local, mas uma parte menor também é destinada a restaurantes ou vendida a visitantes. A espécie é usada especialmente pelo suposto valor medicinal de seu pelo. Os comerciantes relataram que têm dificuldade em acompanhar a demanda - um comerciante afirmou ter vendido cerca de 1.200 lóris-pigmeus-lentos em 2001-2002. No Camboja, a tradição profundamente enraizada de usar o lóris-lento-de-Bengala e o lóris-pigmeu-lento na medicina tradicional é muito difundida, e o lóris-pigmeu-lento é o animal mais comumente solicitado nas lojas de medicina tradicional na capital do Camboja, Phnom Penh.
Sabe-se que existem rotas de comércio ilegal do Camboja para o Laos, Tailândia e Vietnã, com grande parte desse comércio destinado à China. Pesquisas de 1998 e 1999 mostram que 80 a 90 animais foram importados do Vietnã pelo Porto de Hekou para a província de Iunã, tornando-o o animal mais comumente registrado nas pesquisas. A China é o principal destino da maioria dos lóris-lentos vietnamitas, embora eles também sejam contrabandeados para outros países, incluindo Taiwan. Em um incidente registrado, 102 animais foram confiscados durante o trânsito para a Cidade de Ho Chi Minh em agosto de 1993; desses, apenas quatro sobreviveram. Os lóris-pigmeus podem custar até US$ 400 no mercado de animais de estimação de Taiwan. Nos EUA, ocasionalmente, lóris-pigmeus contrabandeados do Vietnã foram confiscados. O Centro de Resgate de Primatas Ameaçados de Extinção relata que o lóris-pigmeu-lento é a espécie mais frequentemente resgatada, o que reflete sua abundância no comércio. Na Europa, foram relatadas compras ilegais na Alemanha, Holanda, Polônia e Moscou.

## Em cativeiro

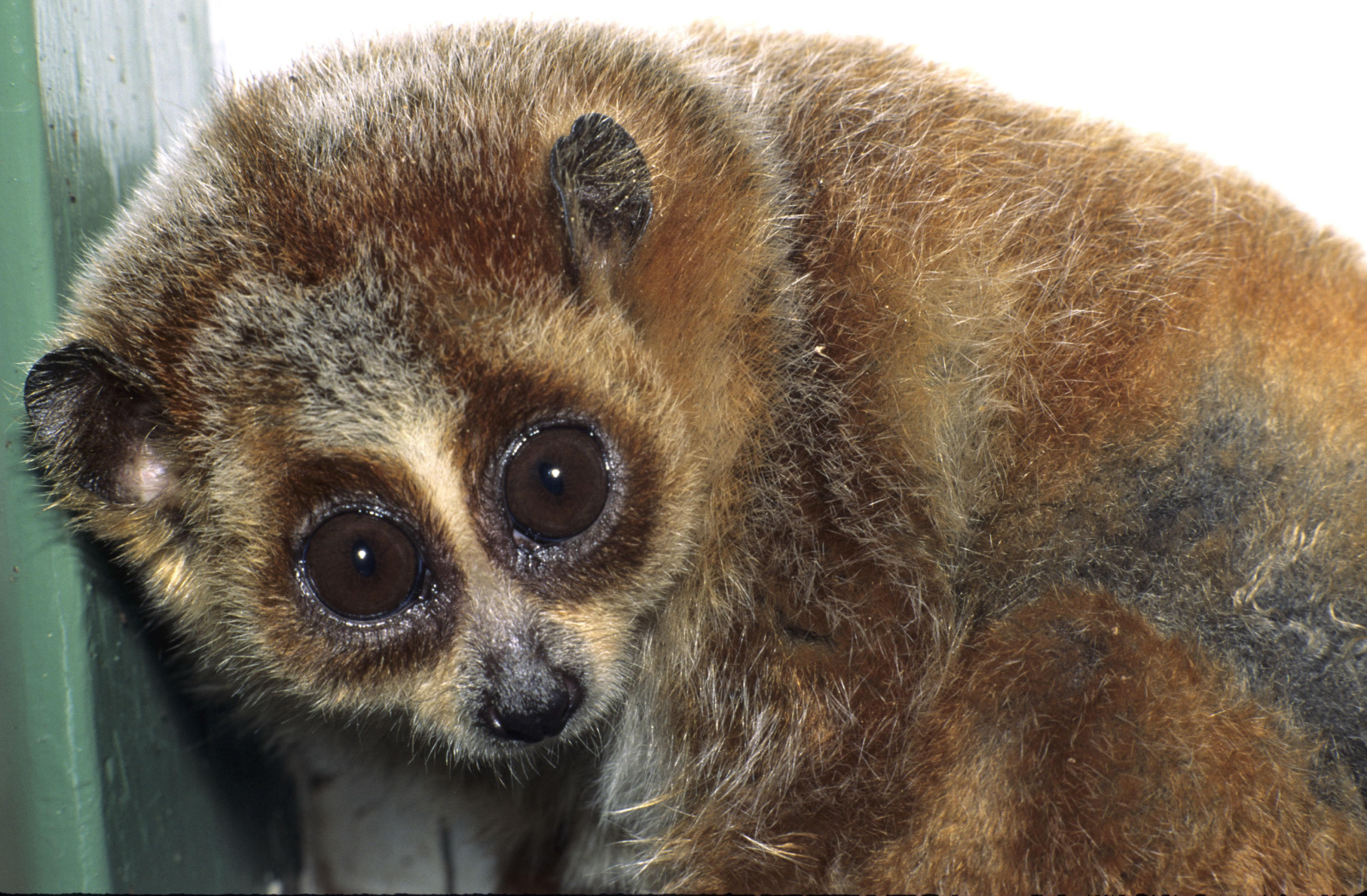
Lóris-pigmeu-lento em cativeiro

O primeiro lóris-pigmeu-lento documentado na América do Norte foi mantido no Zoológico de Honolulu [en], no Havaí, em 1968. Em 1986, cerca de 37 lóris-pigmeus foram exportados do Vietnã e do Laos para a Suécia. Um ano depois, vários pares capturados na natureza foram transferidos para os zoológicos de Cincinnati, San Diego e para o Duke Lemur Center. Em 1994, a Associação de Zoológicos e Aquários [en] estabeleceu um Plano de Sobrevivência de Espécies para a espécie, seguindo uma proposta do Plano de Ação Global de Primatas em Cativeiro para criar um programa de reprodução [en] para manter sua diversidade genética. Em 2008, a população cativa na América do Norte havia aumentado para 74 indivíduos, a maioria deles nascida no Zoológico de San Diego; em 2013, a espécie era o primata lorisídeo mais comum mantido em zoológicos norte-americanos. Cerca de 175 lóris-pigmeus vivem em instalações de reprodução em todo o mundo.

## Literatura citada
- Ankel-Simons, F. (2007). Primate Anatomy 3rd ed. Boston, Massachusetts: Academic Press. ISBN 978-0-12-372576-9
- Baker, L. (1999). «The plight of Vietnam's primates» (PDF). IPPL News. 26 (3): 15–20
- Bonhote, J. L. (1907). «On a collection of mammals made by Dr. Vassal in Annam». Proceedings of the Zoological Society of London. 77 (1): 3–11. doi:10.1111/j.1096-3642.1907.tb01797.x
- Cai, M.; Liu, D.; Turnbull, J. W. (2003). «Rehabilitation of degraded forests to improve the livelihoods of poor farmers: A synthesis of four case studies in South China». In:  Liu, D. Rehabilitation of Degraded Forests to Improve Livelihoods of Poor Farmers in South China. Bogor, Indonesia: Center for International Forestry Research. ISBN 978-979-8764-98-1
- Chen, J. -H.; Crow, P.; Narushima, E.; Zhang, H. -W.; Zhang, Y. -P. (2004). «Molecular phylogeny of slow lorises (Nycticebus) revealed by D-loop sequences and complete cytochrome b gene sequences of mitochondrial DNA» (PDF). Zoological Research (em chinês). 25 (4): 292–297. ISSN 0254-5853. Cópia arquivada (PDF) em 1 de outubro de 2011
- Chen, J. -H.; Pan, D.; Groves, C. P.; Wang, Y. -X.; Narushima, E.; Fitch-Snyder, H.; Crow, P.; Thanh, V. N.; Ryder, O.; Zhang, H. -W.; Fu, Y.; Zhang, Y. (2006). «Molecular phylogeny of Nycticebus inferred from mitochondrial genes». International Journal of Primatology. 27 (4): 1187–1200. doi:10.1007/s10764-006-9032-5
- Chen, Z.; Zhang, Y.; Shi, L.; Liu, R.; Wang, Y. (1993). «Studies on the chromosomes of genus Nycticebus». Primates. 34 (1): 47–53. doi:10.1007/BF02381279
- CITES Management Authority of Cambodia (3–15 de junho de 2007). Notification to Parties: Consideration of Proposals for Amendment of Appendices I and II (PDF). Netherlands: Convention on International Trade in Endangered Species of Wild Fauna and Flora (CITES). 31 páginas. Consultado em 9 de janeiro de 2011. Arquivado do original (PDF) em 28 de fevereiro de 2011
- Dang, H. H. (1998). «Ecology, biology and conservation status of prosimian species in Vietnam». Folia Primatologica. 69 (suppl 1): 101–108. doi:10.1159/000052702
- Dao, V. T. (1960). «Sur une nouvelle espèce de Nycticebus au Vietnam». Zoologischer Anzeiger (em francês). 164: 240–243
- Duckworth, J.; Salter, R. E.; Khounboline, K. (1999). «Wildlife in Lao PDR, 1999 Status Report» (PDF). Vientiane: IUCN-The World Conservation Union, Wildlife Conservation Society, Centre for Protected Areas and Watershed Management. Consultado em 27 de janeiro de 2012. Arquivado do original (PDF) em 4 de outubro de 2011
- Elliot, D. G. (1912). A Review of the Primates. 1. New York, New York: American Museum of Natural History
- Eudey, A. A. (1995). «The impact of socioeconomic decisions on the status of the orangutan and other east Asian fauna». In:  Nadler, R. D. The Neglected Ape. New York, New York: Plenum Press. pp. 25–28. ISBN 978-0-306-45213-0
- Fisher, H. S.; Swaisgood, R. R.; Fitch-Snyder, H. (2003a). «Countermarking by male pygmy lorises (Nycticebus pygmaeus): Do females use odor cues to select mates with high competitive ability?». Behavioral Ecology and Sociobiology. 53 (2): 123–130. JSTOR 4602191. doi:10.1007/s00265-002-0552-5
- Fisher, H. S.; Swaisgood, R. R.; Fitch-Snyder, H. (2003b). «Odor familiarity and female preferences for males in a threatened primate, the pygmy loris Nycticebus pygmaeus: Applications for genetic management of small populations». Naturwissenschaften. 90 (11): 509–512. Bibcode:2003NW.....90..509F. PMID 14610648. doi:10.1007/s00114-003-0465-9
- Fitch-Snyder, H.; Livingstone, K. (2008). «Lorises: The surprise primate». Zoonooz: 10–14. ISSN 0044-5282
- Fitch-Snyder, H.; Schulze, H., eds. (2001a). «Distribution and status». Management of Lorises in Captivity. A Husbandry Manual for Asian Lorisines (PDF). [S.l.]: Center for Reproduction of Endangered Species (CRES), Zoological Society of San Diego. pp. 7–13. Consultado em 22 de fevereiro de 2013. Cópia arquivada (PDF) em 14 de outubro de 2009
- Fitch-Snyder, H.; Schulze, H., eds. (2001b). «Reproduction». Management of Lorises in Captivity. A Husbandry Manual for Asian Lorisines (PDF). [S.l.]: Center for Reproduction of Endangered Species (CRES), Zoological Society of San Diego. pp. 28–44. Consultado em 22 de fevereiro de 2013. Cópia arquivada (PDF) em 12 de novembro de 2011
- Fitch-Snyder, H.; Schulze, H.; Streicher, U. (2003). «Enclosure design for captive slow and pygmy lorises» (PDF). In:  Shekelle, M.; Maryanto, I.; Groves, C. P.; Schulze, H.; Fitch-Snyder, H. Primates of the Oriental Night. Proceedings of the Indonesian Workshop: Taxonomy, Husbandry, and Conservation of Tarsiers and Lorises. Cibinong, Indonesia: LIPI Press. pp. 123–135. ISBN 978-979-799-263-7. Cópia arquivada (PDF) em 3 de março de 2016
- Fitch-Snyder, H.; Jurke, M. (2003). «Reproductive patterns in pygmy lorises (Nycticebus pygmaeus): Behavioral and physiological correlates of gonadal activity». Zoo Biology. 22 (1): 15–32. doi:10.1002/zoo.10072
- Fitch-Snyder, H.; Ehrlich, A. (2003). «Mother-infant interactions in slow lorises (Nycticebus bengalensis) and pygmy lorises (Nycticebus pygmaeus)». Folia Primatologica. 74 (5–6): 259–271. PMID 14605472. doi:10.1159/000073313
- Fooden, J. (1996). «Zoogeography of Vietnamese primates». International Journal of Primatology. 17 (5): 845–899. doi:10.1007/BF02735268
- Fuller, G.; Kuhar, C. W.; Dennis, P. M.; Lukas, K. E. (2013). «A survey of husbandry practices for lorisid primates in North American zoos and related facilities». Zoo Biology. 32 (1): 88–100. PMID 23161761. doi:10.1002/zoo.21049
- Gosling, L. M. (1982). «A reassessment of the function of scent marking in territories». Zeitschrift für Tierpsychologie. 60 (2): 89–118. doi:10.1111/j.1439-0310.1982.tb00492.x
- Groves, C. P. (1971). «Systematics of the genus Nycticebus». In:  Biegert, J.; Leutenegger, W. Proceedings of the Third International Congress of Primatology. Volume 1. Taxonomy, Anatomy, Reproduction. Zürich, Switzerland: S Karger. pp. 44–53
- Groves, C. P. (1998). «Systematics of tarsiers and lorises». Primates. 39 (1): 13–27. doi:10.1007/BF02557740
- Groves, C. P. (2001). Primate Taxonomy. Washington, DC: Smithsonian Institution Press. ISBN 978-1-56098-872-4
- Hagey, L. R.; Fry, B. G.; Fitch-Snyder, H. (2007). «Talking defensively, a dual use for the brachial gland exudate of slow and pygmy lorises». In:  Gursky, S. L.; Nekaris, K. A. I. Primate Anti-Predator Strategies. Col: Developments in Primatology: Progress and Prospects. New York, New York: Springer. ISBN 978-0-387-34807-0. doi:10.1007/978-0-387-34810-0
- Jurke, M. H.; Czekala, N. M.; Fitch-Snyder, H. (1997). «Non-invasive detection and monitoring of estrus, pregnancy and the postpartum period in pygmy loris (Nycticebus pygmaeus) using fecal estrogen metabolites». American Journal of Primatology. 41 (2): 103–115. PMID 9050368. doi:10.1002/(SICI)1098-2345(1997)41:2<103::AID-AJP3>3.0.CO;2-0
- Kalimullah, E. A.; Schmidt, S. M.; Schmidt, M. J.; Lu, J. J. (2008). «Beware the pygmy slow loris?» (PDF). Clinical Toxicology. 46 (7): 591–645. doi:10.1080/15563650802255033
- Lai, Y.; Liao, S.; Liu, D.; Liu, J.; Su, J.; Zhang, Y. (2003). «Reclaiming degraded forest lands in the dry, hot climate of Yuanmou County, Yunnan». In:  Liu, D. Rehabilitation of Degraded Forests to Improve Livelihoods of Poor Farmers in South China. Bogor, Indonesia: Center for International Forestry Research. ISBN 978-979-8764-98-1
- Li, W.; Wang, H. (1999). «Wildlife trade in Yunnan Province, China, at the Border with Vietnam» (PDF). Traffic Bulletin. 18 (1): 21–30
- MacKinnon, K. (1987). «Conservation status of primates in Malesia, with special reference to Indonesia» (PDF). Primate Conservation. 8: 175–183
- MacKinnon, J.; MacKinnon, K. (1987). «Conservation status of the primates of the Indo-Chinese sub-region» (PDF). Primate Conservation. 8: 187–195
- Nadler, T.; Thanh, V. N.; Streicher, U. (2007). «Conservation status of Vietnamese primates» (PDF). Vietnamese Journal of Primatology. 1: 7–26
- Navarro-Montes, A.; Nekaris, K. A. I.; Parish, T. J. (2009). «Trade in Asian slow lorises (Nycticebus): using education workshops to counter an increase in illegal trade». Living Forests (15). Consultado em 28 de fevereiro de 2013. Arquivado do original em 26 de julho de 2011
- Nekaris, K. A. I.; Nijman, V. (2007). «CITES proposal highlights rarity of Asian nocturnal primates (Lorisidae: Nycticebus)». Folia Primatologica. 78 (4): 211–214. PMID 17495478. doi:10.1159/000102316
- Nekaris, K. A. I.; Shepherd, C. R.; Starr, C. R.; Nijman, V. (2010). «Exploring cultural drivers for wildlife trade via an ethnoprimatological approach: a case study of slender and slow lorises (Loris and Nycticebus) in South and Southeast Asia». American Journal of Primatology. 72 (10): 877–886. PMID 20806336. doi:10.1002/ajp.20842
- Nekaris, K. A. I.; Starr, C. R.; Collins, R. L.; Wilson, A. (2010). «Comparative Ecology of Exudate Feeding by Lorises (Nycticebus, Loris) and Pottos (Perodicticus, Arctocebus)». In:  Burrows, A. M.; Nash, L. T. The Evolution of Exudativory in Primates. New York: Springer. pp. 155–168. ISBN 978-1-4419-6660-5. doi:10.1007/978-1-4419-6661-2_8
- Nguyen, Q. T.; Nguyen, V. S.; Ngo, X. T.; Nguyen, T. S. (2003). «Evaluation of the wildlife trade in Na Hang District» (PDF). PARC Project VIE/95/G31&031. Consultado em 11 de julho de 2011
- Nguyen, V. S. (2003). «Wildlife trading in Vietnam: why it flourishes» (Word document). 2003-Rr6
- Osman Hill, W. C. (1953). Primates Comparative Anatomy and Taxonomy I—Strepsirhini. Col: Edinburgh Univ Pubs Science & Maths, No 3. [S.l.]: Edinburgh University Press. OCLC 500576914
- Pan, D.; Chen, J. H.; Groves, C.; Wang, Y. X.; Narushima, E.; Fitch-Snyder, H.; Crow, P.; Jinggong, X.;  et al. (2007). «Mitochondrial control region and population genetic patterns of Nycticebus bengalensis and N. pygmaeus». International Journal of Primatology. 28 (4): 791–799. doi:10.1007/s10764-007-9157-1
- Pocock, R. I. (1939). The fauna of British India, including Ceylon and Burma. Mammalia, vol. 1. London: Taylor and Francis. 463 páginas
- Polet, G.; Ling, S. (2004). «Protecting mammal diversity: Opportunities and constraints for pragmatic conservation management in Cat Tien National Park, Vietnam» (PDF). Oryx. 38 (2): 186–196. doi:10.1017/S003060530400033X
- Ratajszczak, R. (1998). «Taxonomy, distribution and status of the lesser slow loris Nycticebus pygmaeus and their implications for captive management». Folia Primatologica. 69 (7): 171–174. doi:10.1159/000052710
- Schulze, H.; Groves, C. P. (2004). «Asian Lorises: taxonomic problems caused by illegal trade». In:  Nadler, T.; Streicher, U.; Hà, T. L. Conservation of Primates in Vietnam. Hanoi, Vietnam: Frankfurt Zoological Society. OCLC 60527537
- Schulze, H.; Meier, B. (1996). «Behavior of captive Loris tardigradus nordicus: a qualitative description, including some information about morphological bases of behavior». In:  Alterman, L.; Doyle, G. A.; Izard, M. K. Creatures of the Dark. The Nocturnal Prosimians. New York, New York: Plenum Press. pp. 221–250. ISBN 978-0-306-45183-6
- Starr, C.; Nekaris, K. A. I.; Leung, L. (2012). «Hiding from the moonlight: Luminosity and temperature affect activity of Asian nocturnal primates in a highly seasonal forest». PLOS ONE. 7 (4): e36396. Bibcode:2012PLoSO...736396S. PMC 3338665. PMID 22558461. doi:10.1371/journal.pone.0036396
- Starr, C.; Nekaris, K. A. I.; Streicher, U.; Leung, L. (2010). «Traditional use of slow lorises Nycticebus bengalensis and N. pygmaeus in Cambodia: an impediment to their conservation» (PDF). Endangered Species Research. 12 (1): 17–23. doi:10.3354/esr00285
- Starr, C.; Nekaris, K. A. I.; Streicher, U.; Leung, L. K. -P. (2011). «Field surveys of the Vulnerable pygmy slow loris Nycticebus pygmaeus using local knowledge in Mondulkiri Province, Cambodia». Oryx. 45 (1): 135–142. doi:10.1017/S0030605310001316
- Streicher, U.; Nadler, T. (2003). «Re-introduction of pygmy lorises in Vietnam» (PDF). Reintroduction News, Newsletter of the IUCN Reintroduction Specialist Group. 23: 37–40. ISSN 1560-3709
- Streicher, U. (2004). Aspects of ecology and conservation of the pygmy loris Nycticebus pygmaeus in Vietnam (PDF) (Tese de PhD.). Munich: Ludwig-Maximilians Universität
- Streicher, U. (2005). «Seasonal body weight changes in pygmy lorises (Nycticebus pygmaeus)» (PDF). Verhandlungsbericht der Erkrankungen der Zootiere. 42: 292–298 [ligação inativa]
- Streicher, U. (2007). «Morphological data of pygmy lorises (Nycticebus pygmaeus)» (PDF). Vietnamese Journal of Primatology. 1: 67–74
- Streicher, U. (2009). «Diet and feeding behaviour of pygmy lorises (Nycticebus pygmaeus) in Vietnam» (PDF). Vietnamese Journal of Primatology. 3: 37–44
- Su, B.; Wang, W.; Zhang, Y.-P. (1998). «Protein polymorphism and genetic divergence in slow loris (genus Nycticebus)». Primates. 39 (1): 79–84. doi:10.1007/BF02557745
- Swapna, N. (2008). Assessing the feeding ecology of the Bengal slow loris (Nycticebus bengalensis) in Trishna Wildlife Sanctuary, Tripura (PDF) (Tese de M.Sc.). Post-Graduate Program in Wildlife Biology & Conservation Centre for Wildlife Studies and National Centre for Biological Sciences UAS-GKVK Campus Bangalore. Consultado em 22 de fevereiro de 2013. Arquivado do original (PDF) em 17 de março de 2012
- Tan, C. L.; Drake, J. H. (2001). «Evidence of tree gouging and exudate eating in pygmy slow lorises (Nycticebus pygmaeus)». Folia Primatologica. 72 (1): 37–39. PMID 11275748. doi:10.1159/000049918
- Wang, W.; Su, B.; Lan, H.; Liu, R.; Zhu, C.; Nie, W.; Chen, Y.; Zhang, Y. -P. (1996). «Interspecific differentiation of the slow lorises (genus Nycticebus) inferred from ribosomal DNA restriction maps». Zoological Research. 17 (1): 89–93. CNKI:SUN:DWXY.0.1996-01-015. Consultado em 27 de janeiro de 2012. Arquivado do original em 3 de março de 2016
- Weisenseel, K. A.; Izard, M. K.; Nash, L. T.; Ange, R. L.; Poorman-Allen, P. (1998). «A comparison of reproduction in two species of Nycticebus». Folia Primatologica. 69 (1): 321–324. doi:10.1159/000052720
- Zhang, Y. -P.; Chen, Z. -P.; Shi, L. -M. (1993). «Phylogeny of the slow lorises (genus Nycticebus): an approach using mitochondrial DNA restriction enzyme analysis». International Journal of Primatology. 14 (1): 167–175. doi:10.1007/BF02196510